# Antonino Pizzolato
Antonino Pizzolato (Castelvetrano, 20 de agosto de 1996) es un deportista italiano que compite en halterofilia.
Participó en dos Juegos Olímpicos de Verano, obteniendo dos medallas de bronce, en Tokio 2020 (81 kg) y París 2024 (89 kg).
Ganó una medalla de bronce en el Campeonato Mundial de Halterofilia de 2017 y cuatro medallas en el Campeonato Europeo de Halterofilia entre los años 2019 y 2024.

## Palmarés internacional
| Juegos Olímpicos   | Juegos Olímpicos         | Juegos Olímpicos  | Juegos Olímpicos |
| Año                | Lugar                    | Medalla           | Categoría        |
| ------------------ | ------------------------ | ----------------- | ---------------- |
| 2020               | Tokio (Japón)            | Medalla de bronce | 81 kg            |
| 2024               | París (Francia)          | Medalla de bronce | 89 kg            |
| Campeonato Mundial |                          |                   |                  |
| Año                | Lugar                    | Medalla           | Categoría        |
| 2017               | Anaheim (Estados Unidos) | Medalla de bronce | 85 kg            |
| Campeonato Europeo |                          |                   |                  |
| Año                | Lugar                    | Medalla           | Categoría        |
| 2019               | Batumi (Georgia)         | Medalla de oro    | 81 kg            |
| 2021               | Moscú (Rusia)            | Medalla de oro    | 81 kg            |
| 2022               | Tirana (Albania)         | Medalla de oro    | 89 kg            |
| 2024               | Sofía (Bulgaria)         | Medalla de plata  | 89 kg            |